# Ариса, Рональдо
Эдвин Рональдо Ариса Кабесас (англ. Edwin Ronaldo Ariza Cabezas; род. 17 января 1998[…], Богота) — колумбийский футболист, полузащитник парагвайского клуба «Атлетико Колехиалес».

## Клубная карьера
Ариса — воспитанник клуба «Альянса Петролера». 22 апреля 2015 года в матче Кубка Колумбии против «Реал Сантандера» он дебютировал за основной состав команды. В этом же поединке Рональдо забил свой первый гол за «Альянса Петролера». 11 мая в матче против «Депортес Толима» он дебютировал в Кубке Мустанга.

## Международная карьера
В 2015 году в составе юношеской сборной Колумбии Ариса принял участие в юношеском чемпионате Южной Америки в Парагвае. На турнире он сыграл в матчах против сборных Венесуэлы, Перу, Уругвая, Эквадора, Аргентины и дважды Бразилии и Парагвая. В поединках против бразильцев и парагвайцев Рональдо забил по голу.